# Kate Warner
Kate Warner es un personaje de ficción de la serie de televisión 24 y está interpretado por la actriz de origen australiano Sarah Wynter. Kate Warner es uno de los personajes centrales de la trama de la segunda temporada.

## Perfil
Vivió en varios países de Oriente Medio cuando era pequeña por lo que habla árabe con fluidez. Estudio en la Universidad de Londres, pero la dejó al morir su madre para cuidar a su padre y a su hermana menor. 
Fue la primera relación de Jack Bauer después de la muerte de su esposa. Se conocieron cuando Jack la salvó del ataque de unos terroristas en la segunda temporada, donde Kate fue figura importante para descubrir los planes terroristas de su hermana Marie. Desde el primer momento en que Jack y Kate se vieron surgió una especie de atracción, la cual durante la segunda temporada nunca se llegó a concretar. En la tercera temporada se ve a Jack y Kate hablando por teléfono terminando su relación (aproximadamente de 3 años debido a los cálculos entre temporada y temporada) y Chase preguntando por ella, lo que da entender que era una relación estable entre ambos.
Para muchos fanáticos ha sido la mejor pareja de Jack desde la muerte de Teri.

### Familiares
- Padre: Robert Warner, asesor de la CIA.
- Hermana: Marie Warner.

## Kate Warner en 24

### Previo temporada 2
Poco antes del inicio de la temporada Kate descubre movimientos extraños en las cuentas de la empresa de su padre y al creer que Reeza, el prometido de su hermana Marie, era el responsable contrató a Ralph Burton para que lo investigara.

### Temporada 2
Ralph Burton informa a Kate que Reeza no ha hecho nada ilegal en la empresa pero ha encontrado una conexión con un terrorista llamado Syad Ali, por lo que ha tenido que informar a Seguridad Nacional. Kate decide hablar con su padre pero este no la cree ya que el investigó a Reeza y no encontró nada. Reeza acompaña a Kate a buscar la comida de la boda y pierde los nervios cuando éste se desvía del camino pero solo va a enseñarle la casa que ha comprado para él y su futura esposa. 
La UAT acude a interrogar a Reeza y Marie se enfada con Kate por haber investigado a Reeza sin decírselo. Cuando Reeza acusa a Bob, Kate se enfrenta a él. Reeza y Bob son trasladados a la UAT y Kate llama a Burton para entrar en el ordenador de su padre pero el que acude es su socio, Paul Coplin. Revisando sus mensajes encuentran uno con un programa que lo borra automáticamente, Paul informa a Kate que las personas que tienen esos programas trabajan para la CIA. Al salir de la casa alguien les deja inconscientes. Al despertar Kate hay un hombre frente a ella que se presenta como Syad Ali.
Ali tortura a Kate y Paul y finalmente mata a Paul y ordena a uno de sus hombres que mate a Kate, el mientras va a ir a rezar. Kate es rescatada por la UAT y Jack pide su colaboración ya que es la única que conoce el aspecto de Ali. La UAT localiza a Ali en una mezquita y Kate entra de incógnito para confirmar que está allí. Finalmente es detenido cuando hablaba por teléfono.
Cuando un agente de la UAT da a Jack el número Kate lo recoge como el de Marie. La llama por teléfono y habla con ella mientras la localizan, pero Marie se da cuenta y tira el móvil.
Kate se horroriza cuando cree que Jack ha matado a uno de los hijos de Ali, pero se da cuenta de que es un montaje. Jack pide a Kate que le acompañe al aeródromo donde esta la bomba por si detienen a Marie. Jack pide nuevamente ayuda a Kate para que haga de intérprete con uno de los terroristas. Kate ve a Marie y tras a Avisar a Jack va tras ella. Marie está a punto de matarla pero es detenida. Kate ayuda a Jack en el interrogatorio de Marie pero no consigue sacarle nada. 
Cuando encuentran la bomba un agente informa a Kate que no podrán desactivarla y que Jack sacrificará su vida para salvar a la ciudad. Al llegar a la UAT se entera de que Jack sigue vivo y este debe pedir su ayuda otra vez para demostrar que la grabación de Chipre es falsa. Por el camino Jack se da cuenta de que les siguen y descubre a Yussud Auda, un agente de inteligencia de un país árabe. El hombre que tiene las pruebas quiere que Kate le ayude a salir del país a través de la empresa de su padre. 
Pero el hombre muere en un tiroteo y Jack entrega las pruebas a Kate y Yussuf para que las lleven a la UAT mientras él distrae a los comandos que les persiguen. Kate y Yussuf son atacados por unos xenófobos, y Kate les ofrece dinero por las pruebas. Se la llevan a su casa y después de recoger el dinero deciden matarla ya que puede identificarles. Jack encuentra a Yussuf quien le dice antes de morir dónde está Kate. Jack la salva pero las pruebas son destruidas. 
Kate le confiesa a Jack que se siente responsable de lo que ha hecho Marie. Jack se marcha pero poco después la llama para que vaya a buscar a Kim, que ha tenido que matar a un hombre en defensa propia, y llevarla a la UAT. Allí se encuentra con su padre que ha ido a ver a Marie para averiguar por qué lo ha hecho pero Kate le dice que nunca entenderán sus motivos. Al final Kate acompaña a Kim a ver a Jack que está siendo atendido.

### Entre temporadas 2 y 3
Jack y Kate mantienen una relación estable pero rompen cuando Jack entra infiltrado con los Salazar.
Kate aparece por primera vez cuando llama a Jack al darse cuenta de que alguien vigila su casa. Poco después se produce un terremoto en Los Ángeles y Kate queda atrapada en el metro al volver de casa de su padre. Alguien se ofrece a rescatarla y ella creyendo que es Jack se va con el pero resulta ser Masden. Masden lleva a Kate a su base de donde Jack va rescatarla, pero debe dejarla sola para ayudar a Chase y cuando vuelve ya no está. Kate es llevada con Max, el jefe del grupo terrorista. Max utiliza a Kate para que su padre saque bombas nucleares del país. Kate se escapa de sus captores y llama a CTU para que acudan a su rescata. Max intenta escapar utilizando a Kate como rehén pero Jack lo impide.
- Datos: Q915212